# Douaumont
Pour les articles homonymes, voir Douaumont (homonymie).
Douaumont est une ancienne commune française et une commune déléguée de Douaumont-Vaux située dans le département de la Meuse, en région Grand Est.
Le village fut détruit en 1916 pendant la bataille de Verdun et ne fut pas reconstruit. Il fait partie des neuf villages français détruits durant la Première Guerre mondiale non reconstruits car classés en zone rouge du département de la Meuse.
La commune, à la suite d'une décision du conseil municipal et par arrêté préfectoral du 19 décembre 2018, devient une commune déléguée de la nouvelle commune de Douaumont-Vaux, depuis le 1er janvier 2019.
Elle n'abrite plus qu'une dizaine de personnes au lieu-dit Thiaumont et est connue pour les batailles qui s'y déroulent en 1916 et pour son ossuaire militaire de la Première Guerre mondiale.

## Géographie

### Localisation
La commune se trouve dans la forêt de Verdun, à quelques kilomètres au nord-est de la ville éponyme.

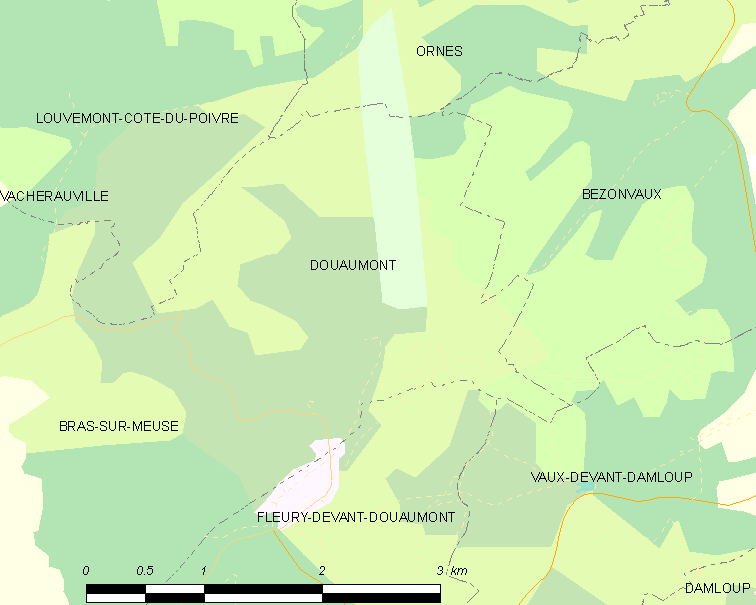
Localisation de la commune.

### Communes limitrophes
| Louvemont-Côte-du-Poivre village détruit |                                         | Ornes village détruit               |
|                                          | Douaumont                               | Bezonvaux village détruit           |
| Bras-sur-Meuse                           | Fleury-devant-Douaumont village détruit | Vaux-devant-Damloup village détruit |

## Toponymie
Anciennes mentions : Neuve ville à Douaumont (1252), Dewamont (xive siècle), Douamont (1462), Douaulmont (1560), De Duaco-Monte (1738), Duacus-Mons (1749), Divus-Mons (sans date).
Du gaulois deva, « divine » et du latin montem, « colline ».

## Histoire
Avant 1790, Douaumont faisait partie du barrois non mouvant et du diocèse de Verdun.

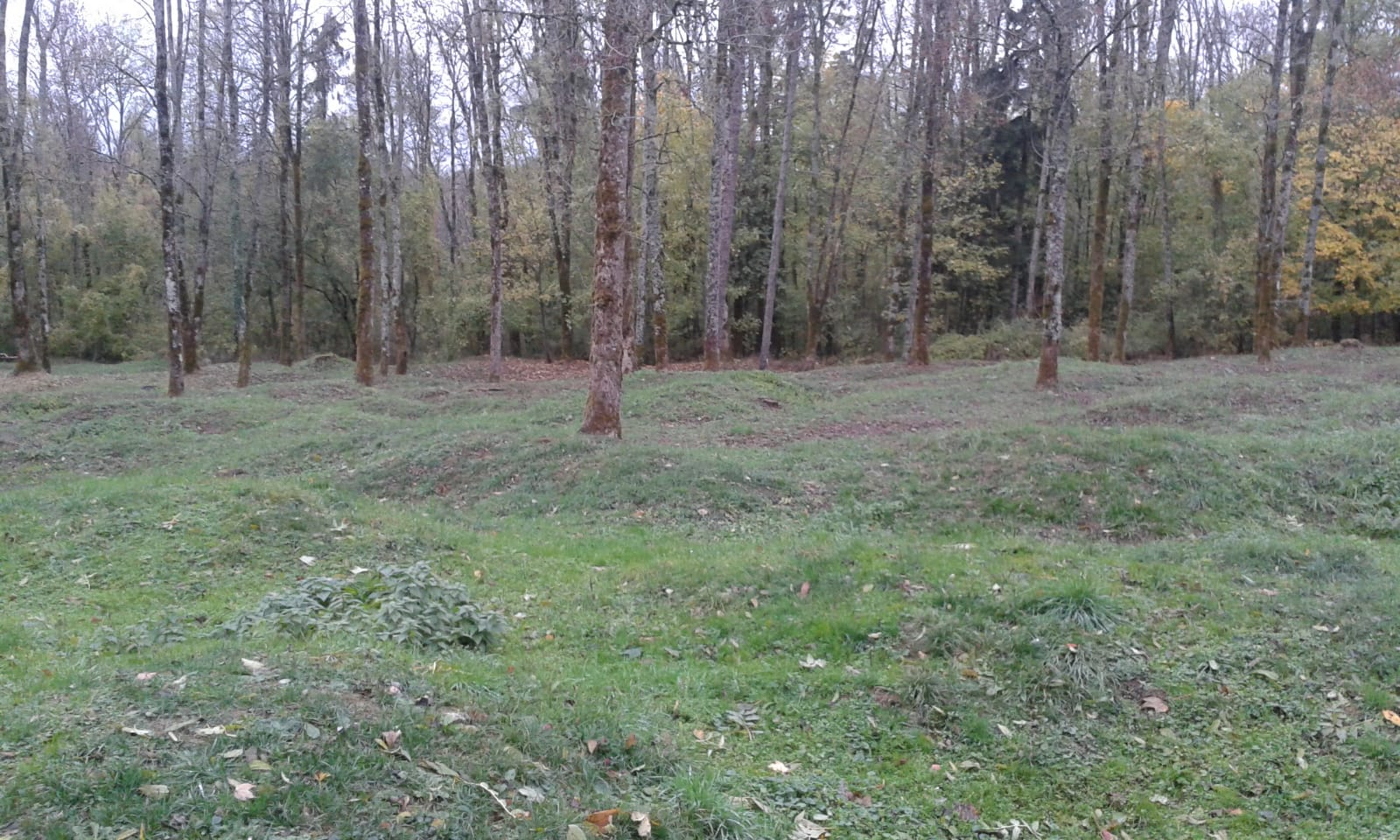
Vue du village de Douaumont détruit (photo 2018). Le terrain montre l'impact des bombardements.

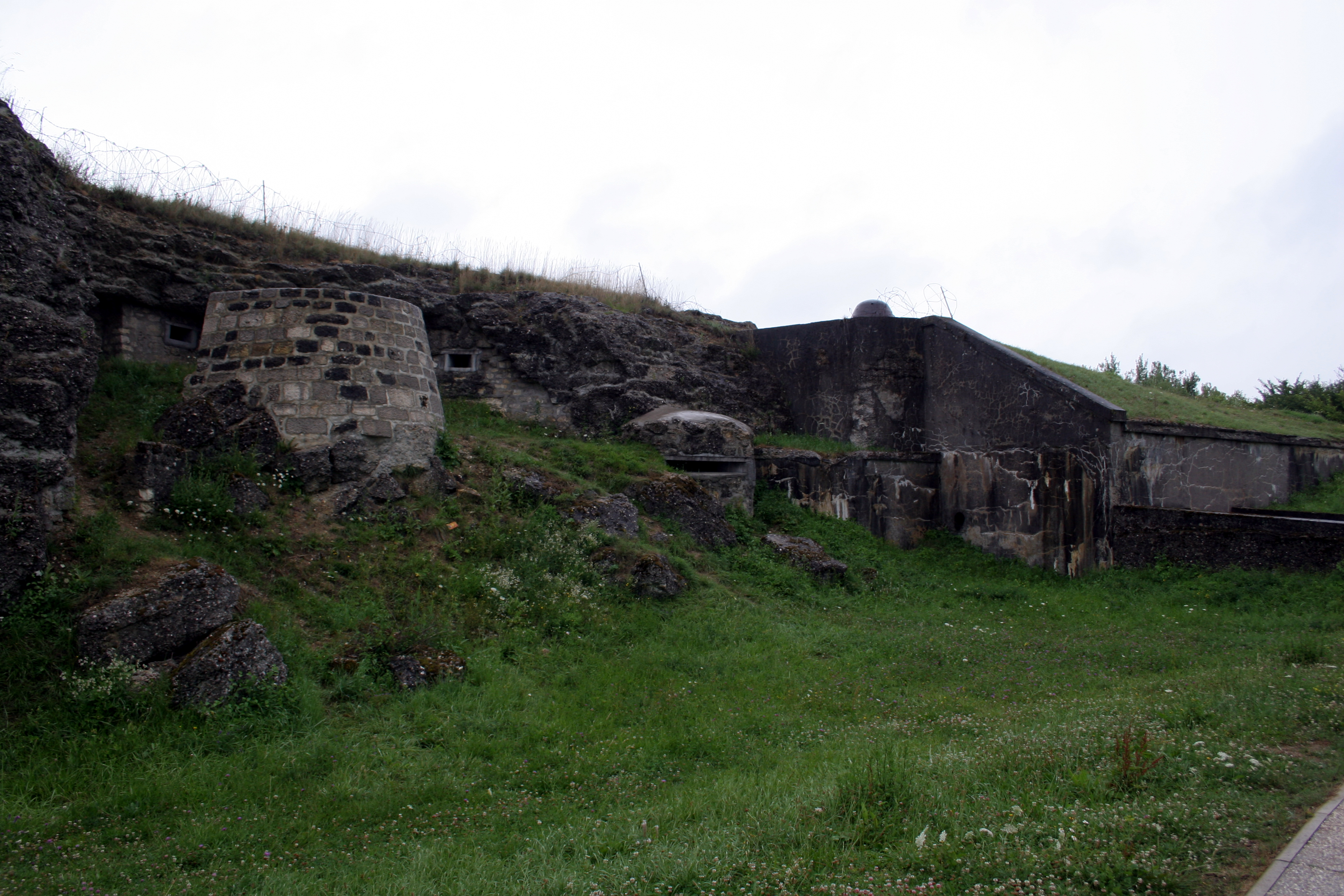
Ruines du fort.

Le 21 février 1916, le tonnerre des canons marque le début de la bataille de Verdun. Situé sur le secteur de Verdun, le village perdu par les troupes françaises le 6 mars 1916 et repris le 24 octobre 1916 disparaîtra totalement sous l'acharnement des pilonnages des obus français et allemands.

Ordre du jour du général Nivelle le 25 octobre 1916, remerciant les troupes qui ont repris le fort de Douaumont : 

« Officiers, sous-officiers et soldats du groupement Mangin, en quatre heures, dans un assaut magnifique, vous avez enlevé d'un seul coup, à notre puissant ennemi, tout le terrain, hérissé d'obstacles et de forteresses, du nord-est de Verdun, qu'il avait mis huit mois à vous arracher par lambeaux, au prix d'efforts acharnés et de sacrifices considérables. Vous avez ajouté de nouvelles et éclatantes gloires à celles qui couvrent les drapeaux de Verdun. Au nom de cette armée, je vous remercie. Vous avez bien mérité de la patrie. »

Le peintre officiel de l'armée, François Flameng, réalisa de nombreux croquis et dessins de ces cruels événements qui furent publiés dans la revue L'Illustration.
Dans La Grande Illusion, film de Jean Renoir, le soldat « Maréchal », interprété par Jean Gabin, annonce à ses compagnons du camp de prisonniers la prise de Douaumont, ce qui lui vaut d’être mis quelques jours au cachot. 

## Politique et administration

### Tendances politiques et résultats
L'électorat de Douaumont est ancré à droite dans ses votes politiques depuis 2000, mais la petit taille du corps électoral de la commune déléguée, allant de six à quinze électeurs en fonction des scrutins successifs, peut donner des résultats différents par rapport aux résultats officiels de l'élection. Lors de duels droite-gauche au second tour, l'électorat de Douaumont choisit largement des candidats de droite. Depuis l'élection présidentielle de 2012, le FN effectue une percée et bouleverse le schéma électoral traditionnel, mais il n'est jamais arrivé en tête dans aucun des scrutins successifs de la commune déléguée. Lors de la dernière élection présidentielle et des dernières élections législatives, La République en marche a obtenu la majorité absolue des voix au second tour des législatives face au Front national, sauf au second tour de l'élection présidentielle de 2017, où Emmanuel Macron et Marine Le Pen sont arrivés à égalité.

### Liste des maires
| Période                                  | Période       | Identité                | Étiquette | Qualité |
| ---------------------------------------- | ------------- | ----------------------- | --------- | ------- |
| Les données manquantes sont à compléter. |               |                         |           |         |
| 1989                                     | mars 2014     | Marie-Claude Minmeister | DVG       |         |
| 2014                                     | juillet 2017  | Sylvaine Vaudron        |           |         |
| juillet 2017                             | décembre 2018 | Olivier Gérard          |           |         |

Lors des élections de 2014, les six électeurs se sont présentés comme candidats et ont tous été élus.

### Liste des maires délégués
| Période                                  | Période                      | Identité       | Étiquette | Qualité |
| ---------------------------------------- | ---------------------------- | -------------- | --------- | ------- |
| janvier 2019                             | En cours (au 1 janvier 2019) | Olivier Gérard |           |         |
| Les données manquantes sont à compléter. |                              |                |           |         |

## Intercommunalité
La commune fait partie de la communauté d'agglomération du Grand Verdun.

## Population et société

### Démographie
L'évolution du nombre d'habitants est connue à travers les recensements de la population effectués dans la commune depuis 1793. Pour les communes de moins de 10 000 habitants, une enquête de recensement portant sur toute la population est réalisée tous les cinq ans, les populations de référence des années intermédiaires étant quant à elles estimées par interpolation ou extrapolation. Pour la commune, le premier recensement exhaustif entrant dans le cadre du nouveau dispositif a été réalisé en 2007.

En 2016, la commune comptait 7 habitants, en évolution de −12,5 % par rapport à 2010 (Meuse : −4,4 %, France hors Mayotte : +2,11 %).
| 1793 | 1800 | 1806 | 1821 | 1831 | 1836 | 1841 | 1846 | 1851 |
| ---- | ---- | ---- | ---- | ---- | ---- | ---- | ---- | ---- |
| 132  | 156  | 154  | 173  | 200  | 181  | 203  | 217  | 240  |

| 1856 | 1861 | 1866 | 1872 | 1876 | 1881 | 1886 | 1891 | 1896 |
| ---- | ---- | ---- | ---- | ---- | ---- | ---- | ---- | ---- |
| 219  | 204  | 183  | 178  | 189  | 192  | 567  | 216  | 283  |

| 1901 | 1906 | 1911 | 1921 | 1926 | 1931 | 1936 | 1946 | 1954 |
| ---- | ---- | ---- | ---- | ---- | ---- | ---- | ---- | ---- |
| 265  | 310  | 288  | 3    | 8    | 3    | 11   | 3    | 10   |

| 1962 | 1968 | 1975 | 1982 | 1990 | 1999 | 2006 | 2007 | 2012 |
| ---- | ---- | ---- | ---- | ---- | ---- | ---- | ---- | ---- |
| 13   | 12   | 8    | 7    | 10   | 6    | 7    | 7    | 8    |

| 2016 | - | - | - | - | - | - | - | - |
| ---- | - | - | - | - | - | - | - | - |
| 7    | - | - | - | - | - | - | - | - |

## Économie
Néant, lieu de mémoire (commune « morte »).

## Culture locale et patrimoine

### Lieux et monuments

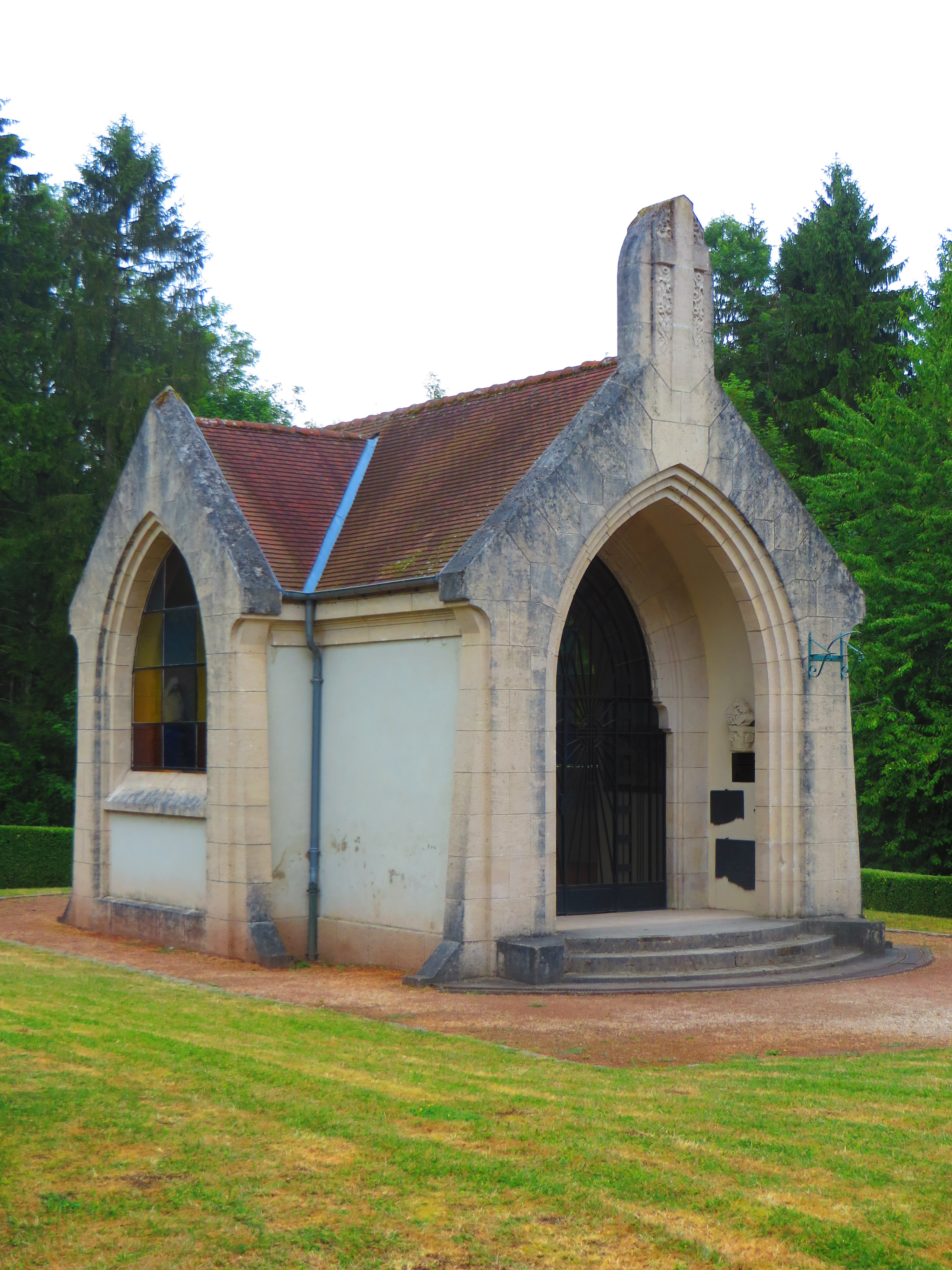
La chapelle du fort.

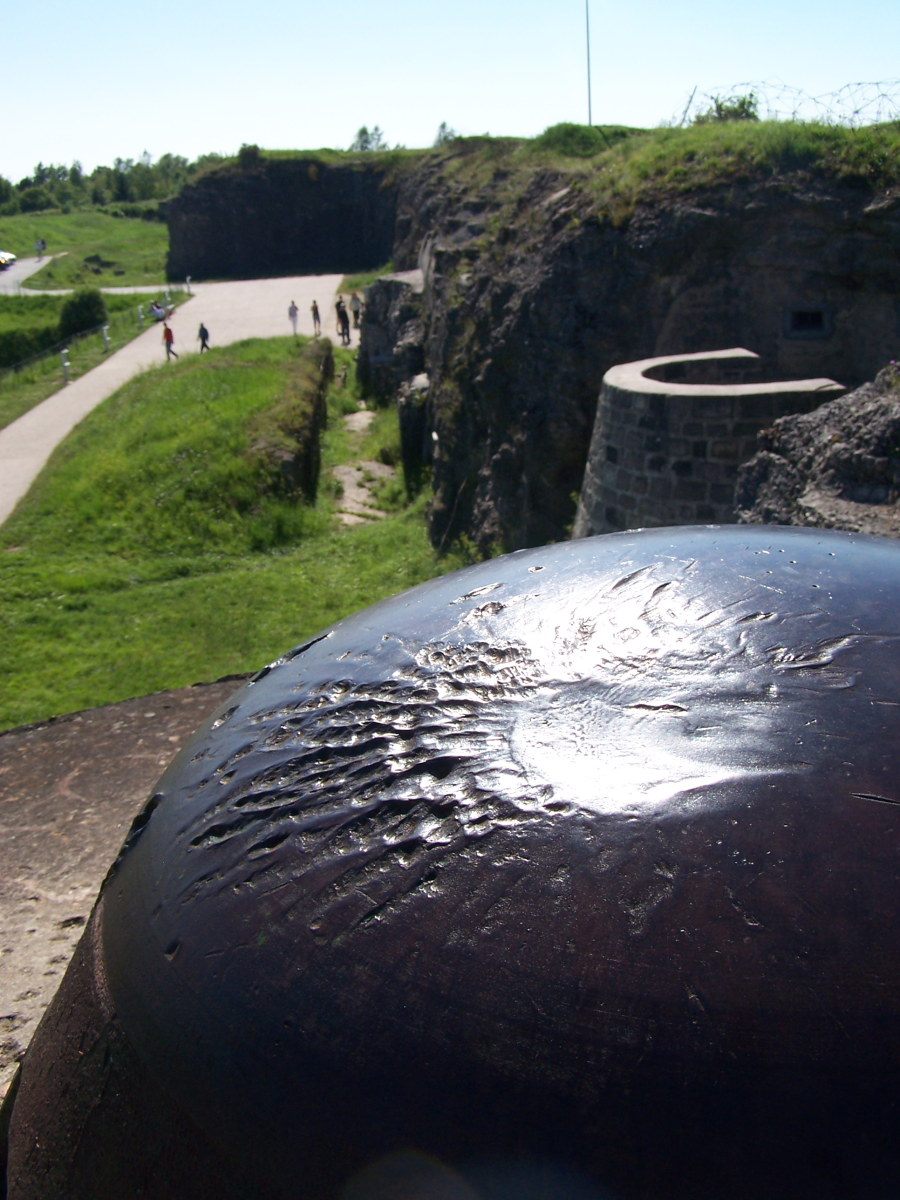
Une tourelle du fort.

- Chapelle Saint-Hilaire construite en 1932 par l'architecte Marcel Delangle à l'emplacement de l'église Saint-Hilaire du XVIe siècle. Elle est inscrite au titre des monuments historiques en décembre 2021[37].
- L'ossuaire de Douaumont, classé au titre des monuments historiques en 1996[38].
- Le fort de Douaumont classé Monument historique en 1970[39].
- La Tranchée des baïonnettes classée Monument historique en 1922[40].

### Personnalités liées à la commune
- René Thorel (1877-1916), homme de lettres tué à Douaumont le 8 juin 1916. Son nom est inscrit au Panthéon parmi les 560 écrivains morts au combat pendant la Première Guerre mondiale.
- Raymond Jubert (1889-1917), avocat tué à Douaumont le 26 août 1917. Auteur de Verdun, mars-avril-mai 1916. Son nom est inscrit au Panthéon dans la liste des 560 écrivains morts pour la France.

### Héraldique
| Blason de Douaumont | Blason  | Coupé voûté haussé, au 1 de gueules à deux baïonnettes, d’argent ornées d’or, hautes et passées en sautoir, au 2 de sinople à un triquetra d’argent accosté de deux croix ancrées du même ; à la tourelle de fort d’or armée d’un canon d’argent brochant sur les deux champs. |
| Blason de Douaumont | Détails | Création Robert-André LOUIS et Dominique LACORDE adoptée en juillet 2016. |